# Low-noise block converter

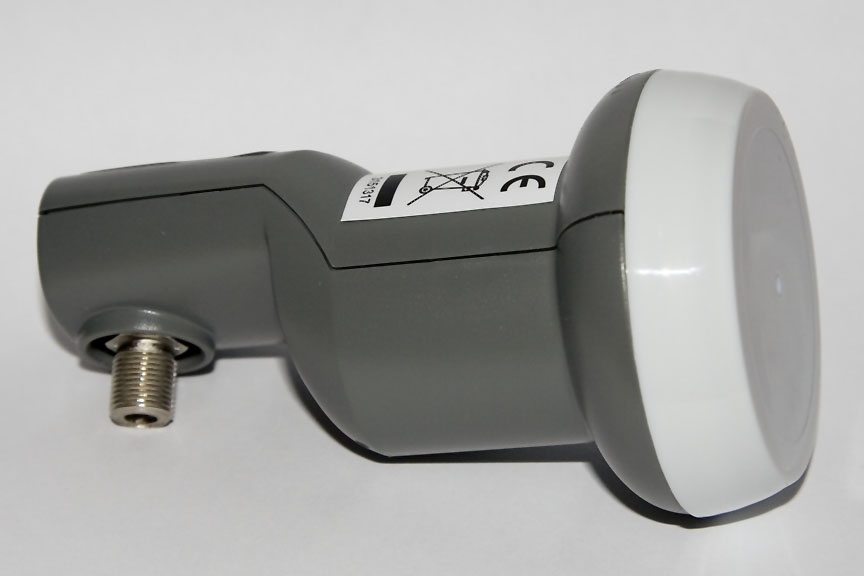
Low-noise block converter(LNB)

Low-noise block converter (LNB, LNC, česky označován jako "satelitní konvertor") je zařízení umístěné v ohnisku parabolické antény, přijímá signál z družice, zesiluje a převádí jej na nižší kmitočet. Takto konvertovaný signál je koaxiálním kabelem přiveden do satelitního přijímače, který jej dále demoduluje a zpracovává. Konverze je nutná proto, aby mohl být použit běžný (levný) koaxiální kabel, jenž vykazuje na vysokých kmitočtech příliš velký útlum.

## Universal LNB
V Evropě je nejčastější tzv. Universal LNB, často se mu říká prostě jen LNB. Ten přijímá signál v rozsahu 10,7 GHz – 12,75 GHz (pásmo Ku), a konvertuje jej do pásma satelitní mezifrekvence 950 MHz – 2150 MHz. Jelikož je mezifrekvenční pásmo užší než vstupní rozsah LNB, je tento rozsah rozdělen na dvě pásma:
- Dolní pásmo 10,7 GHz – 11,7 GHz
- Horní pásmo 11,7 GHz – 12,75 GHz

Jednotlivá pásma přepíná satelitní přijímač pomocí signálu o kmitočtu 22 kHz vysílaného po koaxiálním kabelu.
Vstupní signál může mít horizontální nebo vertikální polarizaci. Přepínání polarizace je ovládáno stejnosměrným napětím, kterým je LNB napájen ze satelitního přijímače. Napětí 12,5 V – 14,5 V nastaví vertikální polarizaci a 15,5 V – 18 V horizontální. 

Existují LNB s výstupem na 1 přijímač (Single), na 2 přijímače (Twin), na 4 přijímače (Quad) a na 8 přijímačů (Octo).
 Použití více LNB na příjem signálu z více družic s využitím jedné paraboly se nazývá multifeed.

### Vnitřní uspořádání
LNB obsahuje vstupní vlnovod kruhového tvaru, do nějž vyčnívají dvě sondy převádějící přijaté elektromagnetické vlny na elektrický signál. Sondy jsou vzájemně pootočeny o 90°, jedna je ve vertikální a druhá v horizontální polarizaci. Ke každé sondě je připojen vstupní vysokofrekvenční nízkošumový zesilovač. K výstupu každého zesilovače je připojen rozbočovač, ten rozdělí spektrum na horní a dolní pásmo. Na každý výstup rozbočovače je připojen směšovač (jeden pro horní a druhý pro dolní pásmo), na jehož výstupu je mezifrekvenční signál, který je dále zesilován mezifrekvenčním zesilovačem. Kmitočet tohoto signálu je nižší o hodnotu kmitočtu lokálního oscilátoru než kmitočet vstupního signálu. Lokální oscilátory jsou dva, většinou s kmitočtem 9 750 MHz pro dolní pásmo a 10 600 MHz pro horní pásmo. LNB dále obsahuje elektronický přepínač, řízený satelitním přijímačem, který přepíná na výstup signál z dolního nebo horního pásma s vertikální nebo horizontální polarizací.

## LNB Quattro
LNB Quattro je určený výhradně pro spojení s multipřepínačem (používá se v rozsáhlých instalacích s větším množstvím přijímačů, např. bytový dům). Každý jeho výstup má jiné signálové spektrum. Jeden výstup je pro dolní pásmo 10,700 – 11,700 GHz ve vertikální polarizaci, druhý výstup pro dolní pásmo 10,700 – 11,700 GHz v horizontální polarizaci, třetí výstup je pro horní pásmo 11,700 – 12,750 GHz ve vertikální polarizaci a čtvrtý výstup pro horní pásmo 11,700 – 12,750 GHz v horizontální polarizaci. Nezkušenými uživateli bývá často zaměňován za Quad LNB. Tento typ LNB není určen pro přímé připojení čtyř přijímačů.

## Monoblock LNB

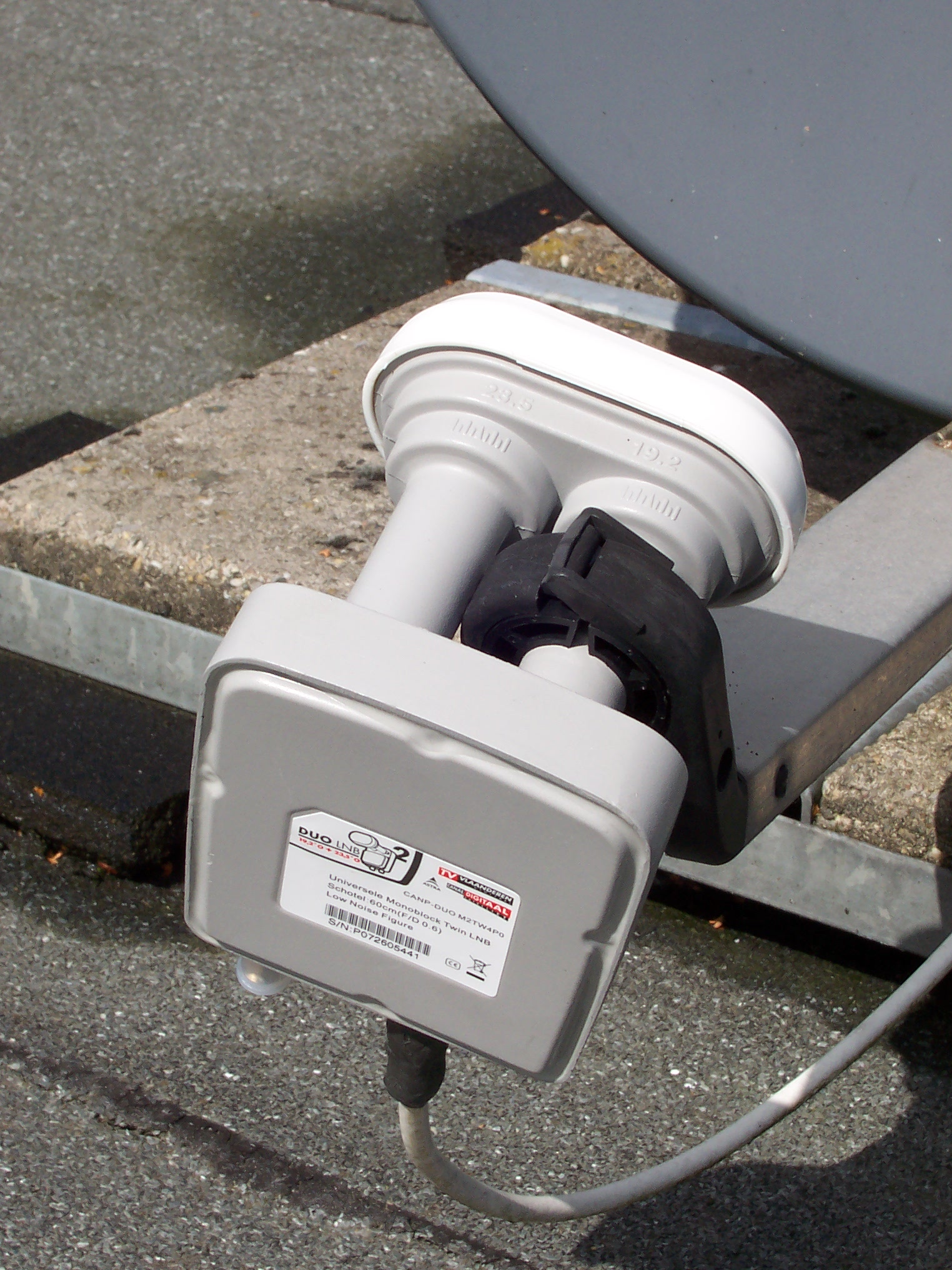
Monoblock se dvěma výstupy (Twin); jeden výstup nezapojen

Pro příjem dvou, tří nebo čtyř družic je možné použít Monoblock, což jsou dva, tři nebo čtyři LNB a DiSEqC přepínač v jednom společném pouzdře. Jsou vyráběny s odstupem 3°, 4°, 4,3° nebo 6°, který odpovídá úhlové vzdálenosti mezi dvěma přijímanými satelitními pozicemi. Odstup 4,3° se používá s pro příjem pozic 19,2°E (Astra 1) a 23,5°E (Astra 3), a odstup 6° pro 19,2°E (Astra 1) a 13°E (Hot Bird).
Také monoblocky se vyrábějí v provedení pro dva, tři nebo čtyři satelity.
Také monoblocky se vyrábějí v provedení Single, Twin a Quad.
Populární monoblocky pro tři satelity:
19,2°E (Astra 1), 23,5°E (Astra 3) a 28,2°E Astra 2, odstup 9°=4,3°+4,7°
13°E (Hot Bird), 16°E (Eutelsat) a 19,2°E (Astra 1), odstup 6°=3°+3°

### Nastavení Monoblock LNB
Při pohledu na parabolu s monoblockem 4,3° z jižního směru (viz obrázek) levá strana monoblocku přijímá signál z orbitální pozice 23,5°E a pravá strana z pozice 19,2°E. Prakticky je jedno, která strana monoblocku je umístěna v ohnisku paraboly a která "šilhá". Pokud je v držáku upnuta levá část monoblocku, pak musí být parabola nasměrována na pozici 23,5°E. Pokud je v držáku upnuta pravá část, pak musí parabola směřovat k orbitální pozici 19,2°E (stejně jako na obrázku).

V menu satelitního přijímače je nutné nastavit port DiSEqC 1.0 přepínače. U většiny monoblocků je pravá část (19,2°E) připojena na port 1 a levá část (23,5°E) na port 2, tato kombinace však není závazná a u některých výrobců může být zapojení opačné.

Častou chybou při montáži monoblocku je špatné nasměrování paraboly s ohledem na to, která strana monoblocku je umístěna v ohnisku. Například: Parabola je nasměrována na pozici 23,5°E a v ohnisku je umístěna pravá část monoblocku, potom pravá část (typicky DiSEqC port 1) přijímá signál z pozice 23,5°E a levá (typicky port 2) míří na cca 27,8°E. Na 27,8°E není žádná družice, tudíž přijímač nemá žádný signál, nebo přijímá slabý signál z nejbližší pozice 28,2°E.